# Panimerus albifacies
Panimerus albifacies är en tvåvingeart som först beskrevs av Tonnoir 1919.  Panimerus albifacies ingår i släktet Panimerus och familjen fjärilsmyggor. Inga underarter finns listade i Catalogue of Life.